# Scania L113
Scania L113 — серия коммерческих автобусов, выпускаемых компанией Scania AB с 1989 по 1998 год на шасси Scania 3-series, низкопольный вариант Scania N113. Вытеснен с конвейера моделью Scania L94.

## История
Автобус Scania L113 впервые был представлен в 1989 году. За его основу были взяты автобусы Scania N113 и Scania K113.
Автобус оснащён дизельным двигателем внутреннего сгорания объёмом 11 литров, расположенным продольно, но под углом 60 градусов.
Эксплуатация других моделей на шасси Scania L113 осуществлялась в Скандинавии, Австралии, Эстонии, Португалии, Сингапуре и Великобритании.
Производство завершилось в 1998 году.

## Галерея

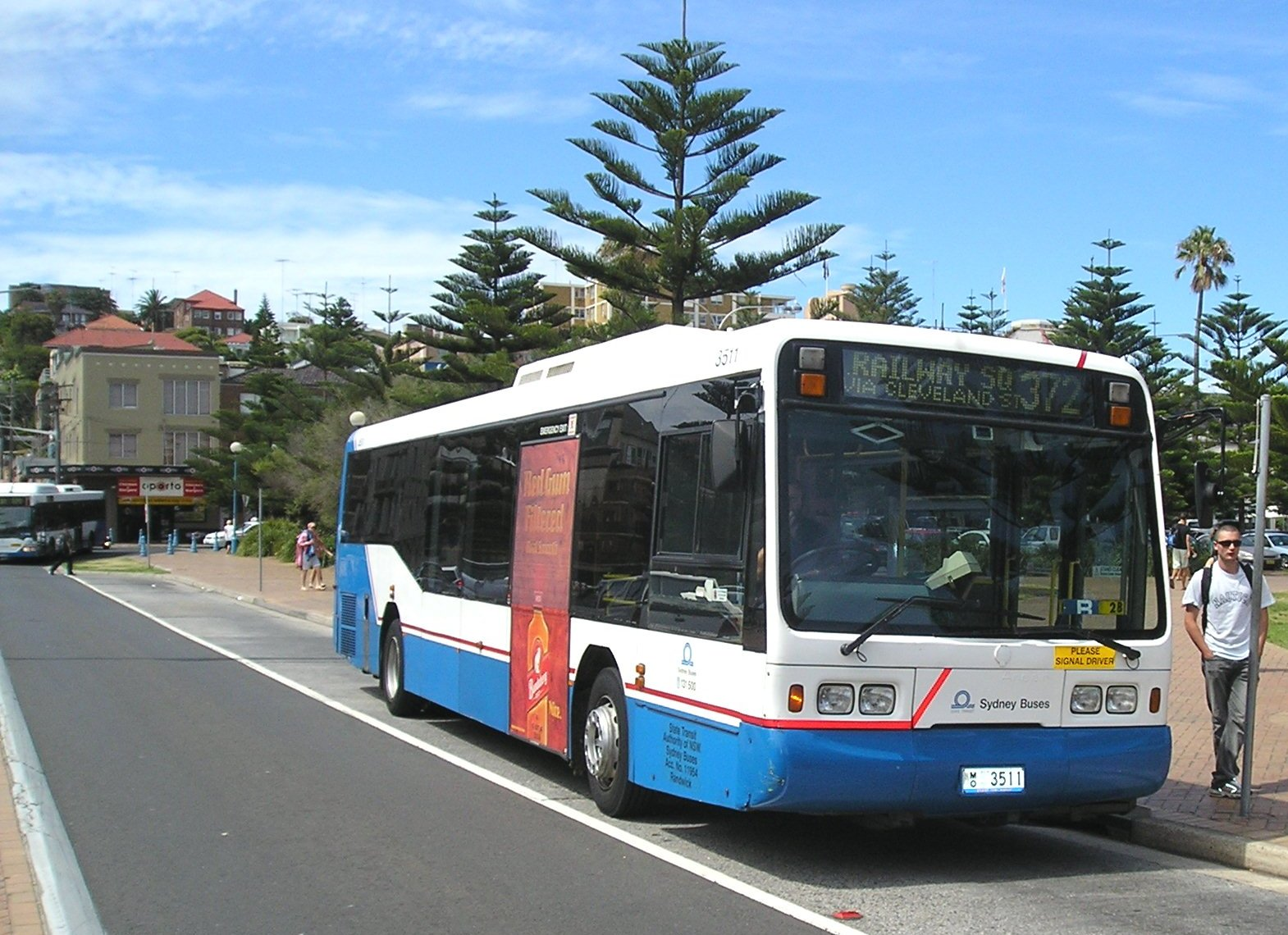
Scania L113CRL в Сиднее
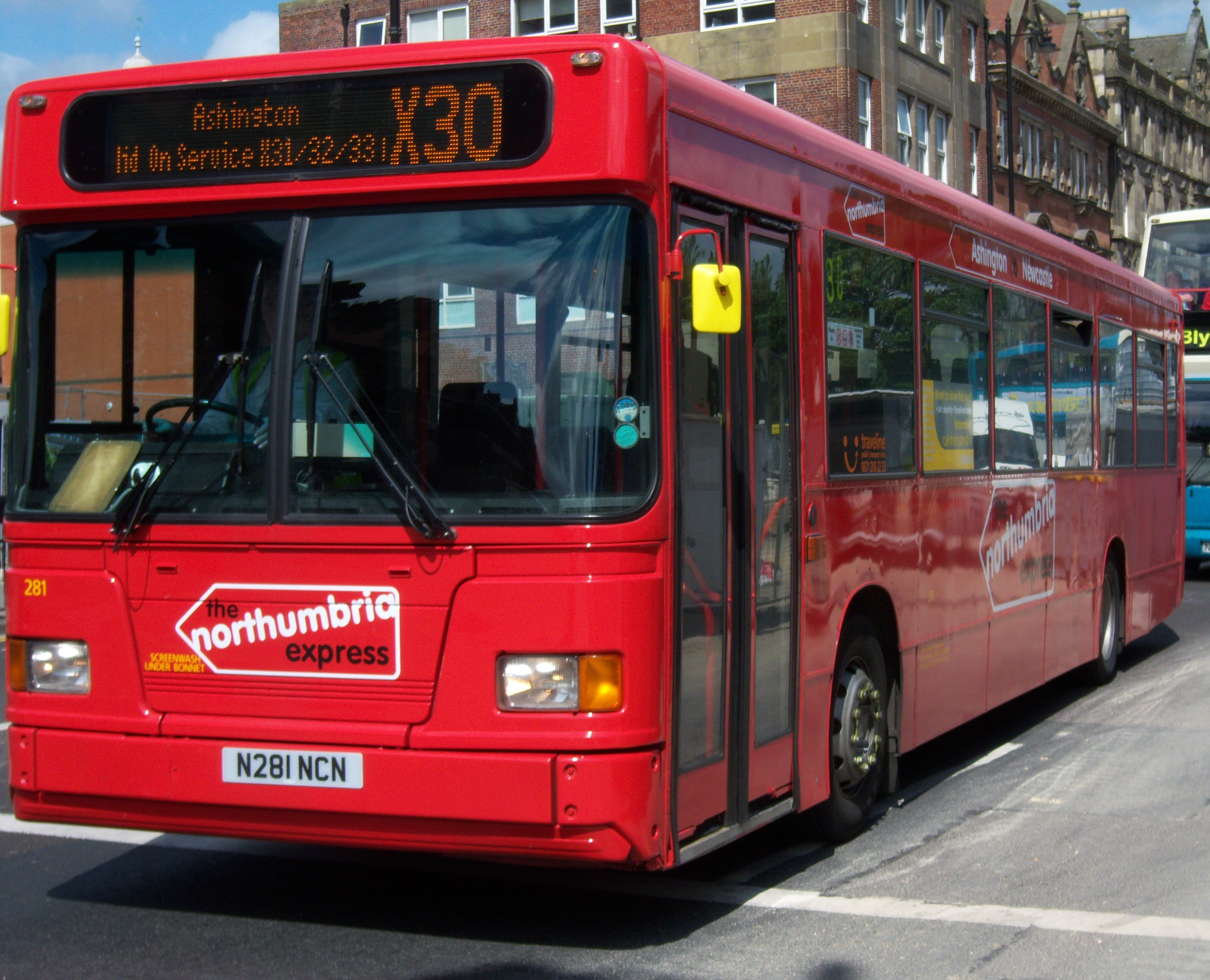
Scania L113CRL в Ньюкасле